# 鵜飼哲
鵜飼 哲（うかい さとし、男性、1955年 - ）は、日本の哲学者。フランス現代思想、特にジャック・デリダの研究で著名。一橋大学名誉教授。

## 経歴
- 東京都生まれ。
- 京都大学文学部卒業
- 1979年4月 - 1982年3月 京都大学大学院文学研究科フランス語学フランス文学専攻修士課程修了、文学修士
- 1982年4月 - 1988年3月 京都大学大学院文学研究科フランス語学フランス文学専攻博士課程退学
- 1984年9月 - 1988年2月 パリ第8大学（ジャック・デリダに師事）
- 1989年4月 - 1991年8月 一橋大学経済学部講師
- 1991年4月 - 1994年3月 明治大学政治経済学部非常勤講師
- 1991年9月 - 1996年4月 一橋大学経済学部助教授
- 1993年4月 - 1997年3月 東京大学教養学部非常勤講師
- 1996年4月 - 1997年3月 大阪大学人間科学部非常勤講師
- 1996年5月 - 1999年3月 一橋大学言語社会研究科助教授
- 1998年4月 - 1999年3月 立教大学法学部非常勤講師
- 1999年4月 - 2018年3月 一橋大学言語社会研究科教授
- 1999年4月 - 2000年3月 九州大学文学部非常勤講師
- 1999年4月 - 2000年3月 学習院大学文学部非常勤講師
- 2002年4月 - 2004年3月 青山学院大学文学部非常勤講師
- 2004年4月 - 2005年3月 早稲田大学文学部（旧）非常勤講師。
- 2004年4月 - 2007年3月 社会思想史学会幹事
- 2005年4月 - 2006年3月 早稲田大学法学部非常勤講師
- 2006年4月 - 2007年3月 学習院大学文学部非常勤講師
- 2006年4月 - 2007年3月 新潟大学人文学部非常勤講師
- 2006年4月 - 2007年3月 京都大学総合人間学部非常勤講師
- 2018年4月 - 2020年3月 一橋大学言語社会研究科特任教授
- 2018年4月 - 一橋大学名誉教授[1]。

## 人物
- 『インパクション』編集委員の中心的メンバーであり、日本にポスト新左翼的なアクティヴィズムを導入。「民族学校出身者の受験資格を求める国立大学教職員の声明」など、さまざまな運動・声明の呼びかけ人などになっている。
- 1996年には高橋哲哉とともに、映画『SHOAH ショア』の上映運動を行った。

## 著書
- 『償いのアルケオロジー』（河出書房新社） 1997
- 『抵抗への招待』（みすず書房） 1997
- 『応答する力 - 来るべき言葉たちへ』（青土社） 2003
- 『主権のかなたで』（岩波書店） 2008
- 『ジャッキー・デリダの墓』（みすず書房） 2014
- 『テロルはどこから到来したか - その政治的主体と思想』（インパクト出版会） 2020
- 『まつろわぬ者たちの祭り - 日本型祝賀資本主義批判』（インパクト出版会） 2020
- 『いくつもの砂漠、いくつもの夜』（みすず書房） 2023

### 共著
- 『国民とは何か』（エルネスト・ルナン, J・G・フィヒテ, ジュール・ロマン, エティエンヌ・バリバール共著、インスクリプト） 1997 - 共訳者の一人でもある。
- 『戦争の克服』（阿部浩己, 森巣博共著、集英社、集英社新書） 2006
- 『飢餓の木』（豊島重之編、以文社） 2010
- 『ディアスポラの力を結集する - ギルロイ・ボヤーリン兄弟・スピヴァク』（赤尾光春, 早尾貴紀共編、松籟社） 2012
- 『レイシズム・スタディーズ序説』（酒井直樹, テッサ・モーリス=スズキ, 李孝徳共著、以文社） 2012
- 『なぜ、いまヘイト・スピーチなのか - 差別、暴力、脅迫、迫害 -』（前田朗編、三一書房） 2013
- 『問いかける教室 - 13歳からの大学授業』（桐光学園中学校・高等学校編、水曜社） 2013

### 共編著
- 『『ショアー』の衝撃』（高橋哲哉共編、未来社） 1995
- 『原理主義とは何か』（西谷修, 港千尋共編、河出書房新社） 1996
- 『「日の丸・君が代」を超えて』（石田英敬, 坂元ひろ子, 西谷修共編、岩波書店） 1999
- 『アメリカ・宗教・戦争』（西谷修, 宇野邦一共編、せりか書房） 2003
- 『文化アイデンティティの行方 - 一橋大学言語社会研究科国際シンポジウムの記録』（恒川邦夫, 古澤ゆう子, 坂井洋史, 三浦玲一, 中井亜佐子, 武村知子共編、彩流社） 2004
- 『津波の後の第一講』（今福龍太共編、岩波書店） 2012

### 監修
- 『スピヴァク、日本で語る』（ガヤトリ・C・スピヴァク、本橋哲也, 新田啓子, 竹村和子, 中井亜佐子共訳、みすず書房） 2009

## 翻訳
- 『主体の後に誰が来るのか?』（ジャン＝リュック・ナンシー編、港道隆, 大西雅一郎, 安川慶治, 広瀬浩司, 松葉祥一, 加国尚志共訳、現代企画室） 1996
- 『国民とは何か』（エルネスト・ルナン, J・G・フィヒテ, ジュール・ロマン, エティエンヌ・バリバール共著、大西雅一郎, 細見和之, 上野成利共訳、インスクリプト） 1997 - 共著者の一でもある。
- 『スペクタクルの政治 - 第三世界の階級闘争』（木下誠, 黒川修司, 安川慶治, 石田靖夫, 原山潤一, 永盛克也, 栗原幸夫共訳、インパクト出版会） 1999

『アンテルナシオナル・シチュアシオニスト』第10号及び第11号の翻訳
- ヤコヴ・ラブキン『イスラエルとパレスチナ　ユダヤ教は植民地支配を拒絶する』岩波ブックレット 2024

### ジャック・デリダ
- 『この男この国 - ネルソン・マンデラに捧げられた14のオマージュ』（ジャック・デリダ他共著、共訳、ユニテ） 1989
- 『他の岬 - ヨーロッパと民主主義』（ジャック・デリダ、高橋哲哉共訳、みすず書房） 1993、新装版 2016
- 『盲者の記憶 - 自画像およびその他の廃墟』（ジャック・デリダ、みすず書房） 1998
- 『友愛のポリティックス』1 - 2（ジャック・デリダ、大西雅一郎, 松葉祥一共訳、みすず書房） 2003
- 『生きることを学ぶ、終に』（ジャック・デリダ、みすず書房） 2005
- 『精神分析の抵抗 - フロイト、ラカン、フーコー』（ジャック・デリダ、守中高明, 石田英敬共訳、青土社） 2007
- 『言葉を撮る - デリダ / 映画 / 自伝』（ジャック・デリダ, サファー・ファティ共著、港道隆, 神山すみ江共訳、青土社） 2008
- 『ならず者たち』（ジャック・デリダ、高橋哲哉共訳、みすず書房） 2009
- 『動物を追う、ゆえに私は〈動物で〉ある』（ジャック・デリダ、マリ=ルイーズ・マレ編、筑摩書房） 2014、ちくま学芸文庫 2023

### ジャン・ジュネ
- 『恋する虜 - パレスチナへの旅』（ジャン・ジュネ、海老坂武共訳、人文書院） 1994
- 『アルベルト・ジャコメッティのアトリエ』（ジャン・ジュネ、編訳、現代企画室） 1999
- 『シャティーラの四時間』（ジャン・ジュネ、梅木達郎共訳、インスクリプト） 2010
- 『公然たる敵』（ジャン・ジュネ、アルベール・ディシィ編、梅木達郎, 根岸徹郎, 岑村傑共訳、月曜社） 2011